# Ökenvarfågel
Ökenvarfågel (Lanius excubitor elegans) är en medelstor, till största delen grå, svart och vit tätting i familjen törnskator som förekommer i norra Afrika och delar av Asien. Dess taxonomi är mycket komplicerad och omdiskuterad. Numera behandlas den som underart till den mycket närbesläktade varfågeln (Lanius excubitor) Fågeln lever i torra och öppna biotoper där den födosöker genom att spana efter byten ifrån en väl synlig plats och spetsar ofta fångade byten på grenar eller taggar för förvaring.  

## Utbredning och systematik
Taxonomin för den grupp närbesläktade varfåglar som denna underart ingår i är mycket komplicerad. Tidigare behandlades varfågeln (Lanius excubitor) som en vida spridd art i både Europa, Asien, Nordafrika och Nordamerika. Efter studier som visade att populationerna i norr och syd inte hybridiserar där de möts samt att de även föredrar olika typer av habitat delades varfågeln in i två arter: den nordliga varfågeln (L. excubitor) med utbredning i norra Europa, norra Asien och norra Nordamerika, samt ökenvarfågel (L. meridionalis, även kallad sydlig varfågel) på Iberiska halvön, i Nordafrika och i sydligare delar av Asien. 
Senare DNA-studier visade dock att både varfågelns och ökenvarfågelns olika populationer inte är varandras närmaste släktingar. Östasiatiska och nordamerikanska varfåglar, liksom den på Iberiska halvön förekommande nominatformen av ökenvarfågel, meridionalis, står istället nära amerikansk törnskata (L. ludovicianus). Birdlife Sveriges taxonomikommitté tolkar 2014 dessa studier så att komplexet varfågel-ökenvarfågel delas upp i följande arter:
- Iberisk varfågel (L. meridionalis) på Iberiska halvön
- Beringvarfågel (L. sibiricus) i östra Asien och norra Nordamerika
- Varfågel (L. excubitor) i begränsad mening med utbredning i Europa och norra västra Asien
- Ökenvarfågel (L. elegans) i Nordafrika och delar av Asien

De flesta internationella taxonomiska auktoriteter anammade denna indelning, men valde att inkludera ökenvarfågel i begränsad mening i varfågeln i väntan på fler studier. I samband med att BirdLife Sverige anslöt till den nya gemensamma världslistan AviList i juni 2025 slogs dock taxonet ökenvarfågel och varfågel återigen samman.
Ökenvarfågeln har i sin tur en mängd beskrivna undertaxa, som enligt Birdlife Sveriges 2014 var följande:
- koenigi – Kanarieöarna
- algeriensis – Marocko norr om Atlasbergen samt utmed kusten av norra Algeriet och Tunisien.
- elegans – häckar i norra Sahara, från Mauretanien till Sinaihalvön och Röda havet
- leucopygos – södra Sahara och Sahel från Mauretanien till västra och centrala Sudan
- aucheri – östra Sudan söderut till norra Somalia samt från södra Libanon, Israel, Jordanien och Arabiska halvön österut till Iran
- buryi – Jemen, har även setts i Djibouti och Etiopien
- uncinatus – Sokotra
- lahtora – östra Pakistan och i norra Indien
- pallidirostris (saxaulvarfågel) – Iran till de torra stäppområdena i västra Kina, i Xinjiang, Gansu och Ningsia. Övervintrar i tropiska Asien och i Östafrika

Saxaulvarfågeln är en sällsynt gäst i Västeuropa, speciellt under hösten, och har observerats så långt norrut som Sverige och Storbritannien.

## Utseende
Ökenvarfågel påminner mycket om varfågeln. Den är grå, svart och vit, med en grå ovansida, svart ögonmask och en ljus undersida. På ovansidan av den svarta vingen har den en stor vit handbasfläck som varierar i storlek mellan taxon och individer – dock är den alltid större än hos varfågeln – och den är tydlig även när fågeln sitter med hopslagen vinge. Den långa kilformade stjärten är rundad och svart med vita yttre stjärtfjädrar. Den kraftiga näbben har en krökt spets och är mörk, och precis som hos alla arter inom släktet Lanius så är tarsen mörkgrå. Undertaxonen skiljer sig bland annat i storlek, hur ljus eller mörk fjäderdräkten är, storlek på handbasfläck och huruvida de har något vitt ovanför den svarta ögonmasken och i pannan eller ej. Saxaulvarfågeln (L. e. pallidirostris) är mycket ljusare än både varfågeln och ökenvarfågeln, har ljus näbb och längre handpenneprojektion.
Könen är lika till utseendet men honan kan urskiljas på något ljusare vingpennor, näbbas och ögonmask. Även den juvenila fjäderdräkten är lik den adulta, men är blekare och mindre kontrastrik och ögonmasken är mörkbrun och ofta inte helt utvecklad. Ovansidan hos juvenilen har en brunare ton och bröstet, eller kroppssidan, uppvisar ofta viss rödbrun fjällighet, men aldrig så kraftig som hos varfågeln.
Ökenvarfågel mäter från näbb till stjärt ungefär 24 centimeter. Vikten varierar mellan 50 och 90 gram beroende på undertaxon, och honorna förefaller vara något lättare än hanarna.

## Ekologi

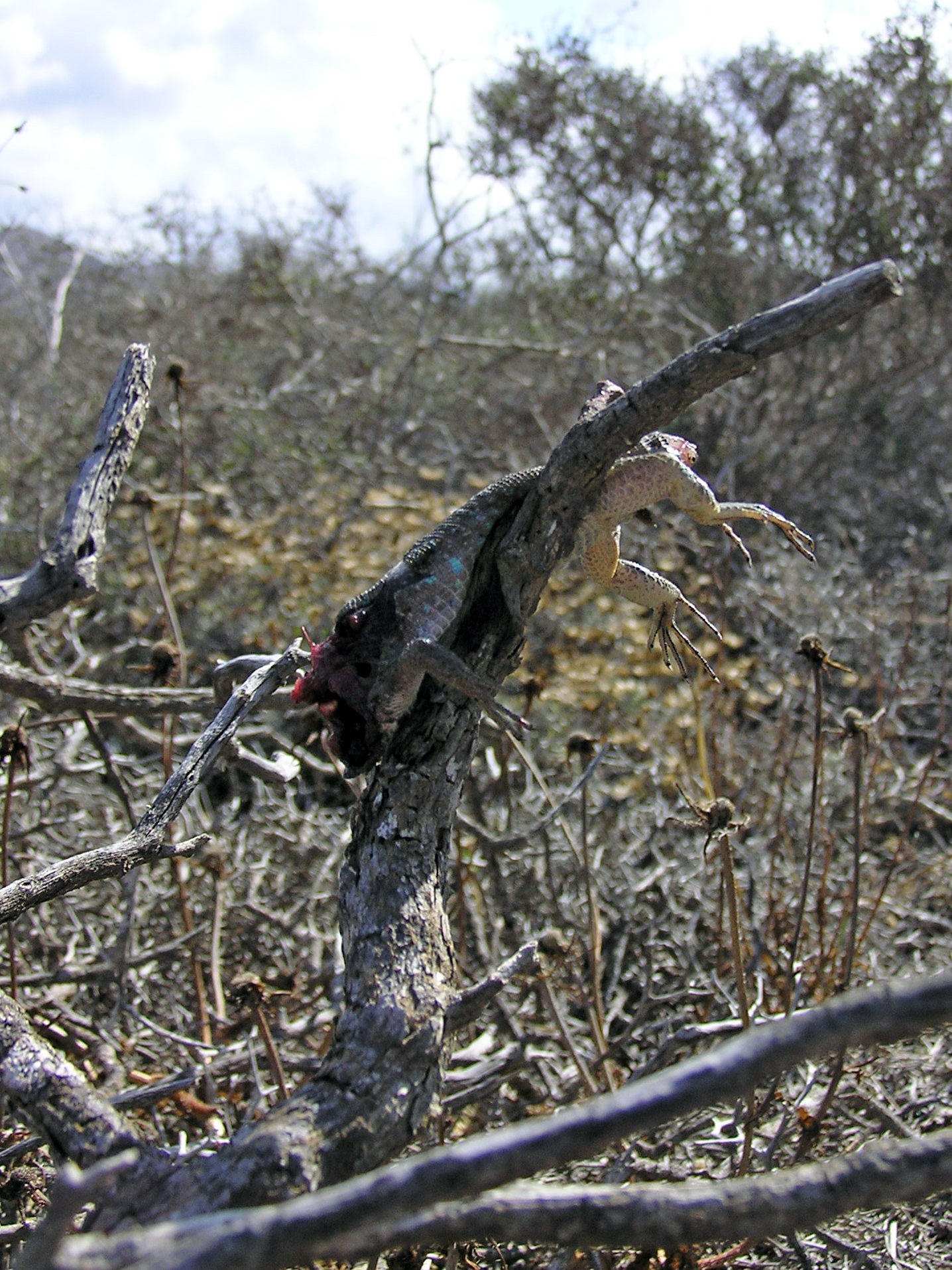
Typiskt för törnskatorna är att de ofta spetsar sina byten på taggar eller grenar som ett sätt att förvara födan. Här har en ökenvarfågel spetsat en ödla på Lanzarote.

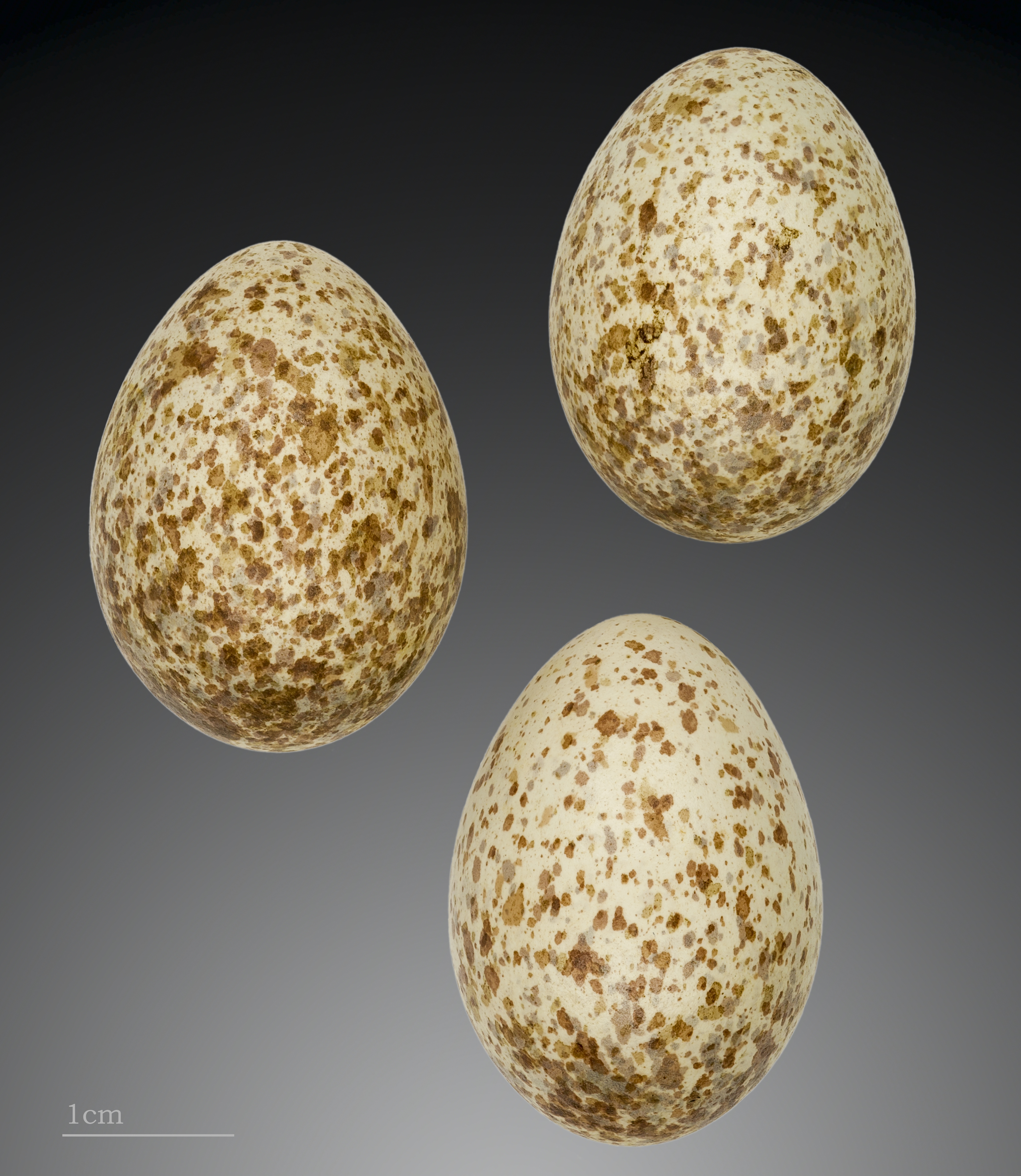
Ägg av ökenvarfågel.

### Biotop
Till skillnad från varfågeln föredrar ökenvarfågeln torrare och öppnare biotoper. I Medelhavsområdet förekommer den i typiska medelhavsbiotoper som områden med kort gräs och buskar, vid rasbranter eller vegetationslösa steniga områden. Den kan också förekomma i odlingsbygd, i vingårdar och dylikt. I Asien är buskbiotoper med saxaul (Haloxylon), tamarisk och akacia (Acacia) och även saltbuskar (Halimodendron) viktiga för den. I rena ökenområden bebor den oaser med palmer (Arecaceae), silverbuskar (Elaeagnus) och olika poppelarter. I Turkmenistan och norra Iran förekommer den främst i kuperad miljö med pistaschbuskar (Pistazia vera) framför stäpp. Där förekommer den på höjder över 2500 meter.
Populationstätheten för ökenvarfågel kan på vissa platser vara ganska hög. I vissa områden, som i södra Turkmenistan och i de sandiga områdena mellan nedre Volga och Uralfloden, utgör den en av de vanligast häckfåglarna. Särskilt hög koncentration förekommer där vid vattendrag i dalgångar som kantas av buskar och enstaka träd.

### Föda
Ökenvarfågel lever av insekter, småfåglar och gnagare. Som de andra törnskatorna födosöker det genom att sitta synligt högt uppe i en buske, på en stolpe eller dylikt, och spanar efter byten. Fångade byten spetsas ofta på taggar eller grenar, som ett sätt att förvara födan.

## Status
IUCN erkänner den inte som art, varför den inte placeras i någon hotkategori.